# یواس‌اس ویلیامز (اس‌پی-۴۹۸)
یواس‌اس ویلیامز (اس‌پی-۴۹۸) (به انگلیسی: USS Williams (SP-498)) یک کشتی بود که طول آن ۹۰ فوت ۰ اینچ (۲۷٫۴۳ متر) بود. این کشتی در سال ۱۹۰۷ ساخته شد.